# フリッツ・レーマン
フリッツ・ルートヴィヒ・レーマン（Fritz Ludwig Lehmann, 1904年5月17日 - 1956年3月30日）は、ドイツの指揮者。

## 経歴
オルガン奏者のカール・レーマンの息子としてマンハイムに生まれた。1918年にピアニストとしてデビューしたが、その年から地元の音楽院で研鑽を積み、1918年から1921年までハイデルベルク大学とゲッティンゲン大学で勉学を続けた。
1923年から1927年までゲッティンゲン市立劇場の指揮者陣に加わり、1927年からヒルデスハイム、1929年からハノーファーの各都市の指揮者として1938年まで活動した。1934年にはゲッティンゲンのヘンデル音楽祭の指揮者とバート・ピルモントの音楽総監督も任されたが、1938年にヴッパータール市の音楽総監督に転出し、1947年まで務めた。1946年から1950年までゲッティンゲン市立劇場の音楽監督を歴任。1949年には自ら設立したベルリン・モテット合唱団らとヨハン・ゼバスティアン・バッハの声楽曲の録音を行うようになった。1953年にはミュンヘン音楽院の教授となり、後進の指導も行った。
ミュンヘンでバッハの《マタイ受難曲》を演奏中に急逝した。